# Noni Răzvan Ene
Noni Răzvan Ene (n. 17 aprilie 1992, București, România) este un tânăr artist și fost jurat TV în cadrul emisiunii Fresh Mania difuzată de Național TV. Este cunoscut datorită participării sale la festivalul european de muzică pentru copii “Eurovision Junior Song Contest 2004” din Lillehammer, Norvegia, cu piesa “Îți mulțumesc” (Thank you), piesă care a plasat România pe locul al IV lea, acesta fiind cel mai bun loc pe care l-a ocupat țara noastră în acest concurs până în prezent. În anul 2014 acceptă invitația companiei Walt Disney pentru fi vocea în limba română a lui Tadashi în filmul Cei 6 super eroi.

## Biografie
S-a născut pe data de 17 aprilie 1992 în București.
La vârsta de 4 ani, apare în emisiunea pentru copii “ABRACADABRA” (Pro TV), iar un an mai târziu câștigă locul 1 la emisiunea concurs:”Tip Top-Mini Top”(TVR1). Participă la diverse festivaluri atât naționale cât și internaționale, unde obține premii importante cum ar fi:
Locul 3  - Festivalul Cireșelor – Pustinicu (2001)
Trofeul pentru interpretare – Festivalul “Mamaia Copiilor” cu melodia “Într-o zi” (Compozitor: Dinu Giurgiu; Textier: George Țărnea) (2002)
Trofeul – Festivalul “Slavianski Bazar” – Vitebsk (Belarus) (iulie 2003)
Trofeul – Festivalul “Golden Magnolia” – SUA, Baton Rouge (Louisiana) cu melodia “The Children living in the streest” (Compozitor: Cornel Fugaru; textier: Mirela Fugaru) (2003)
Trofeul – Festivalul internațional “Steaua de aur” cu melodia “Șansa e de partea mea” (Compozitor:Ionel Tudor; Textier: Andreea Andrei) (2004)
Locul 3 – Festivalul Nilului – Cairo, Egipt (2005)
Locul 3 – Festivalul de creație “Sărbătorile de iarnă – România Actualități” cu piesa “Prima dragoste de ajun” (Compozitor: Ovidiu Komornyik; Textier: Zoe Alecu) (2007)
Locul 1 – Festivalul de muzică ki dans “Orpheus Italy” (1-8 aprilie 2008)
Premiul Uniunii Compozitorilor ki Muzicologilor din România  - Festivalul “George Grigoriu” ediția a IV-a (18-20 mai 2008)
La vârsta de 14 ani participă la un nou serial-spectacol marca TVR numit: “Numai cu acordul minorilor” 
Alte apariții TV:  "Sub semnul întrebării" la PRO TV, "Bravo Bravissimo" la TVR1, "Atenție se cântă" la TVR2, "Cafeaua cu sare" la ANTENA 1,
Matinal la TVR, "Trezirea la realitate" la REALITATEA TV, "Bătălia pentru România" la REALITATEA TV, "Surprize, Surprize" la TVR și "Teo" la PRO TV.
În 2010, Noni este ales de către echipa celor de la DISNEY CHANNEL, să interpreteze melodia ,, Nu aș schimba nimic, împreună cu Miruna Oprea, câștigătoarea concursului ,,Vreau să fiu o vedetă Disney Channel", melodia în original numindu-se ,,I Woudn't Change a Thing , și fiind cântată de Joe Jonas și Demi Lovato.
A fost elevul Colegiului National de Arte “Dinu Lipatti” din București unde a studiat canto clasic în principal cu doamna Georgeta Ionescu și pian în secundar.
A absolvit Universitatea “Hyperion” din București, unde a studiat “Artele Spectacolului de Teatru (Actorie)”.

## Activitate
- 2015 Single-ul Yo te veo
- 2015  Single-ul Written ( On my heart)
- 2015  Este vocea lui Tadashi pentru dublajul în română al filmului Cei 6 Super Eroi
- 2014  Single-ul Let it snow
- 2014  Single-ul No te puedo olvidar
- 2013 Single-ul Amare; Single-ul MoneyChin; Single-ul Easy to Love (feat Shatyr)
- 2012 Single-ul Agapi Mou, în varianta radio și varianta club; single-ul "Forever Running"
- 2009 12 august A debutat pe scena Festivalului Callatis 2009 live cu melodia Unbreakable împreună cu trupa de dansatori formată din Mayo, Valy, Gege și Răzvan
- 2007 Prezent în juriu la noua emisiune concurs "Fresh Mania" la Național TV (14 iulie)
- 2007 Prezintă două dintre zilele Festivalului "Prichindelul" Germania (22-24 iunie)
- 2007 Lansarea primului sau CD - Îți mulțumesc pe data de 20 aprilie
- 2007 Susține un concert cu ocazia sărbătorilor Pascale organizat de Fundația Rațiu în centrul orașului Turda (1 aprilie)
- 2006 Prezent pe scena Eurovision Junior 2006 alături de Alina și Bubu (decembrie)
- 2006 Face parte din juriul festivalului "Steluțele Dunării" (august)
- 2006 Prezintă și susține un recital la prima ediție a festivalului "Cerbul copiilor"
- 2006 Participă la un nou serial-spectacol TVR:"Numai cu acordul minorilor"
- 2005  Prezintă Festivalul "Mamaia Copiilor" și selecția națională pentru JESC '05
- 2004  Susține un recital în deschiderea festivalului "Slavianski Bazar" - Belarus
- 2004  Participă ca invitat special la "Mamaia Copiilor" 2004
- 2003  Festivalul "Golden Star" în recital și în juriul copiilor .
- 2003  Invitat la festivalul de muzică pentru copii "Ceata lui Pițigoi" de la Galați, în calitate de membru al juriului (septembrie)
- 2003  Invitat la Patriarhie sa cânte în prezența patriarhului Greciei, Hristodulos (iunie)

## Clipuri publicitare:
- 2005 - Prezint spectacolul dedicat lansării biscuiților Merlyn în România
- 2004 - Hochland brand CAȘCAVALUL HOCHLAND
- 2002 - Reclama la brânză topită Hochland
- 2002 - COCA-COLA pentru Croația
- 1997 - Bomboane Silvana

## Albumul de debut: "Îți mulțumesc"
La Cercul Militar Național, senzaționalul interpret Noni Răzvan Ene, considerat și supranumit multă vreme "Copilul minune al muzicii ușoare românești", și-a lansat primul său album solo sub culorile Casei de Producție "OVO Music" a lui Ovidiu Komornyik. Deși a cucerit zeci de premii și trofee ale festivalurilor atât naționale cât și internaționale de interpretare, visul de a avea un album i s-a împlinit abia în anul 2007 pe 20 aprilie, când a împlinit minunata vârsta de cincisprezece ani. Directorul Artistic al albumului său, intitulat "Îți mulțumesc" este chiar mentorul său artistic, compozitorul Cornel Fugaru. 
"Ca dvs să puteți asculta azi un artist pe nume Noni, trebuia sa existe ȘANSA" - a scris Noni pe una dintre copertele albumului său. "Șansa mea de a exista ca interpret se numește Cornel Fugaru. Fără a uita că doamna Tatiana Stepa a fost cea care mi-a pus chitara pentru prima oară în mână, acest om minunat m-a învățat nu doar să pun notele corect într-o piesă, ci și să trăiesc acel cântec și să-l ofer celor care știu să-l aprecieze! (...) Sper ca muzica mea să-mi aducă multa liniște și mulțumire în suflet!" .
Albumul lui Noni conține 11 piese printre care se numără: " Îți mulțumesc"; "Fata cu ochii verzi"; "Șansa e de partea mea"; "Fete peste tot" etc, dar preferata cântărețului rămâne melodia "Te amare" compusa de Reinaldo Tomas Martinez, care a fost lansată la Festivalul Internațional al Cântecului pentru copii și adolescenți "Steaua de aur" organizat la București de familia Fugaru. Piesa "Te amare" s-a bucurat și de un videoclip pe măsură filmat cu ocazia lansării primului album, videoclip regizat de Felix Totolici, director de imagina fiind tatăl sau, Iulian Ene. 
La lansare Noni a cântat împreună cu o colegă de-a sa, Alexandra Ruge, apoi au urcat pe scenă colegii săi din binecunoscuta emisiune a lui Titus Munteanu - "Numai cu acordul minorilor" (TVR), Fuego. I-au fost alături Mirela și Cornel Fugaru, Jolt Kerestely, George Natsis, Ovidiu Komornyk etc. 